# Borut Božič
Borut Božič (Ljubljana, 8 augustus 1980) is een voormalig Sloveens wielrenner. Božič' specialiteit was de massasprint, maar in eendagswedstrijden was hij vaak ook op de voorste rijen te vinden. Hij nam tweemaal deel aan de Olympische Spelen, maar won hierbij geen medailles.

## Biografie
Qua aantal overwinningen was het seizoen 2006 Božič' beste jaar; hij won onder meer etappes in Olympia's Tour, de Ronde van Slovenië en de Ronde van Cuba. In totaal boekte hij dat jaar elf overwinningen. Ondanks die successen mag 2009 zijn beste jaar worden genoemd. In dat jaar won hij de eerste etappe in de Ronde van Polen en  een etappe in de Ronde van Spanje.
Božič begon zijn carrière bij het Sloveense Perutnina Ptuj, waar hij drie jaar bleef rijden. In 2007 kwam hij uit voor Team LPR. Via Cycle Collstrop, het team waar hij in 2008 voor reed, kwam hij bij Vacansoleil. In 2009 katapulteerde Božič zich naar de hoogste regionen in het sprintersgilde. Hij won overtuigend twee etappes in de Ronde van België waar hij veel topsprinters klopte. Hij won ook de openingsritten in de Ronde van Polen en de Ronde van de Limousin. Božič brak helemaal door met zijn eerste zege in een grote ronde: namelijk de zesde etappe in de Ronde van Spanje voor Tyler Farrar, mede door deze overwinning eindigde Božič als zesde in het puntenklassement.
Na afloop van zijn carrière kwam Božič in opspraak door dopingzaak Operatie Aderlass. Dit leverde de Sloveen nog een dopingschorsing op van 15 mei 2019 t/m 14 mei 2021.

## Belangrijkste overwinningen
2002
5e etappe deel B GP Tell
2004
2e etappe Jadranska Magistrala
2e en 3e etappe Ronde van Slovenië
6e etappe Ronde van Servië
2005
2e etappe Jadranska Magistrala
Eindklassement Jadranska Magistrala
3e etappe Ronde van de Toekomst
2006
1e, 2e en 7e etappe Olympia's Tour
4e, 11e deel B en 13e etappe Ronde van Cuba
Proloog Jadranska Magistrala
Eindklassement Jadranska Magistrala
1e etappe Circuit des Ardennes
1e en 4e etappe Ronde van Slovenië
2007
GP Kranj
3e etappe Ronde van Ierland
Eindklassement Ronde van Wallonië
2008
5e etappe Ster van Bessèges
4e etappe Ruta del Sol
2e etappe Delta Tour Zeeland
 Sloveens kampioen op de weg, Elite
2009
2e en 3e etappe Ronde van België
Puntenklassement Ronde van België
1e etappe Ronde van Polen
1e etappe Ronde van de Limousin
6e etappe Ronde van Spanje
2010
1e en 2e etappe Ster van Bessèges
7e etappe Ronde van Groot-Brittannië
2011
5e etappe Ronde van Zwitserland
2012
 Sloveens kampioen op de weg, Elite

## Resultaten in voornaamste wedstrijden
| Jaar | Ronde van Italië | Ronde van Frankrijk | Ronde van Spanje |
| ---- | ---------------- | ------------------- | ---------------- |
| 2006 |                  |                     |                  |
| 2007 |                  |                     |                  |
| 2008 |                  |                     |                  |
| 2009 |                  |                     | 102e (1)         |
| 2010 |                  |                     |                  |
| 2011 | opgave           | 135e                |                  |
| 2012 |                  | 129e                |                  |
| 2013 |                  |                     |                  |
| 2014 | 124e             |                     |                  |
| 2015 |                  |                     |                  |
| 2016 |                  | opgave              |                  |
| 2017 |                  | 160e                |                  |
| 2018 |                  |                     |                  |

| Jaar | Milaan-San Remo | Gent-Wevelgem | Ronde van Vlaanderen | Parijs-Roubaix | Amstel Gold Race | Parijs-Tours | Brussels Cycling Classic | Bretagne Classic |  | WK op de weg |  | Wereldranglijsten |
| ---- | --------------- | ------------- | -------------------- | -------------- | ---------------- | ------------ | ------------------------ | ---------------- |  | ------------ |  | ----------------- |
| 2006 |                 |               |                      |                |                  |              |                          |                  |  | 76e          |  |                   |
| 2007 | 89e             |               |                      |                |                  |              | 14e                      |                  |  | opgave       |  |                   |
| 2008 |                 | 27e           |                      | opgave         |                  | 15e          | 9e                       |                  |  | 64e          |  |                   |
| 2009 |                 | 38e           |                      |                | 115e             | ↑            |                          |                  |  | opgave       |  | 102e (UWK)        |
| 2010 |                 |               |                      |                |                  | 60e          |                          |                  |  | opgave       |  | 266e (UWK)        |
| 2011 | 120e            | 23e           | 99e                  | opgave         |                  |              | 6e                       | 32e              |  | 7e           |  | 78e (UWT)         |
| 2012 | 82e             | 151e          | opgave               | 48e            | 139e             |              |                          | 8e               |  | 82e          |  | 143e (UWT)        |
| 2013 | 21e             | ↑             | 38e                  | opgave         |                  |              |                          | 9e               |  | opgave       |  | 70e (UWT)         |
| 2014 | 74e             | 65e           | 49e                  | 40e            | 119e             |              | 17e                      | 12e              |  |              |  | 123e (UWT)        |
| 2015 | 58e             |               | 36e                  | 14e            |                  |              |                          | 25e              |  | opgave       |  |                   |
| 2016 |                 |               |                      | 37e            |                  |              |                          |                  |  |              |  |                   |
| 2017 | 144e            | 83e           | opgave               | buit.tijd      |                  |              |                          |                  |  |              |  | 353e (UWT)        |
| 2018 |                 | 131e          | opgave               | opgave         |                  |              |                          |                  |  |              |  |                   |

## Ploegen
- 2004 –  Perutnina Ptuj
- 2005 –  Perutnina Ptuj
- 2006 –  Perutnina Ptuj
- 2007 –  Team LPR
- 2008 –  Cycle Collstrop
- 2009 –  Vacansoleil Pro Cycling Team
- 2010 –  Vacansoleil Pro Cycling Team
- 2011 –  Vacansoleil-DCM Pro Cycling Team
- 2012 –  Astana Pro Team
- 2013 –  Astana Pro Team
- 2014 –  Astana Pro Team
- 2015 –  Astana Pro Team
- 2016 –  Cofidis, Solutions Crédits
- 2017 –  Bahrain-Merida
- 2018 –  Bahrain-Merida

Wielerploegen van Borut Božič
Bailetti ·
Bellin ·
Beuchat ·
Božič ·
Callegarin · 
Celli ·  
Chiarini ·
Dietziker · 
Ferrara ·
José Enrique Gutiérrez · 
José Ignacio Gutiérrez ·
Marcato ·
Marzoli · 
Maserati ·
Nardello · 
Proch ·
Rossi ·
Solari ·   
Tiberio ·
Traficante
Božič ·
Criel ·
Giling · 
Gołaś ·
Kolesnikov ·
Kopp ·
Lagoetin ·
Marcato ·
Persson ·
Pronk ·
Roedaskov · 
Selvaggi · 
Smith ·
Suray ·
Van Der Schueren ·
Vinther ·
Wesemann
van Amerongen ·
Božič ·
Carrara · 
Cooke · 
De Vocht · 
Gołaś (vanaf 01/08) · 
van Groen ·
Honig ·
Hoogerland ·
Lagoetin ·
Leukemans ·
Lhotellerie (tot 01/07) · 
Löwik ·
Marcato ·
Mol ·
Mortensen · 
Mouris ·
Poels ·
Pronk ·
Traksel · 
Veuchelen · 
Vierhouten ·
Westra ·
Berkhout (stagiair) ·
van Leijen (stagiair) · 
Ruijgh (stagiair) 
Božič ·
Carrara · 
B. Feillu · 
R. Feillu · 
Gardeyn ·
Gołaś · 
van Groen ·
Hoogerland ·
Lagoetin ·
van Leijen · 
Leukemans ·
Marcato ·
Mol ·
Mortensen · 
Mouris ·
Ongarato · 
Poels ·
Pronk (tot 25/04) ·
Riccò (vanaf 01/09) ·
Rossetto ·
Ruijgh ·
Traksel · 
Veuchelen · 
Westra ·
Ligthart (stagiair) ·
Stevens (stagiair) 
Anzà ·
Belkov ·
Božič ·
Carrara · 
De Gendt · 
Devolder · 
Feillu · 
Gardeyn ·
Gołaś · 
Hoogerland ·
Keizer ·
Lagoetin ·
van Leijen · 
Leukemans ·
Ligthart ·
Marcato ·
Mol ·
Mosquera · 
Mouris ·
Ongarato · 
Pavarin ·
Pidhorny ·
Poels ·
Riccò (tot 25/04) ·
Ruijgh ·
Selvaggi · 
Veuchelen · 
Westra ·
Lindeman (stagiair) ·
Markus (stagiair) · 
Wauters (stagiair) 
Aru ·
Bazajev ·
Božič ·
Brajkovič ·
Dyaçenko ·
Fofonov ·
Gasparotto ·
Gavazzi ·
Groezdev ·
Guarnieri ·
Hryvko ·
M. Iglinski · 
V. Iglinski ·
Kangert ·
Kasjetsjkin ·
Kessiakoff ·
Kišerlovski ·
Kreuziger ·
Masciarelli (tot 31/05) ·
Moeravjov ·
Nepomnyaşşïy ·
Petrov ·
Ponzi ·
Renev ·
Seeldraeyers · 
Silin · 
Tiralongo · 
Vinokoerov  ·
Zejts
Agnoli ·
Aru ·
Bazajev ·
Božič ·
Brajkovič ·
Dyaçenko ·
Fuglsang ·
Gasparotto ·
Gavazzi ·
Groezdev ·
Guardini ·
Guarnieri ·
Hryvko ·
Huffman ·
Iglinski · 
Kamışev ·
Kangert ·
Kasjetsjkin ·
Kessiakoff ·
Loetsenko ·
Moeravjov ·
Nibali ·
Ponzi ·
Seeldraeyers · 
Silin · 
Tiralongo · 
Tlewbajev ·
Vanotti ·
Zejts
Agnoli · Aru · Božič · Brajkovič · Dyaçenko · Fominykh · Fuglsang · Gasparotto · Gavazzi · Groezdev · Guardini · Guarnieri · Hryvko · Huffman · V.Iglinski · M.Iglinski · Kamışev · Kangert · Kessiakoff · Landa · Loetsenko · Moeravjov · Nibali · Scarponi · Tiralongo · Tlewbajev · Vanotti · Westra · Zejts · Ayazbajev (stagiair) · Davïdenok (stagiair) · Qojatajev (stagiair)
Agnoli · Aru · Ayazbajev · Boom · Božič · Cataldo · De Vreese · Dyaçenko · Fominykh · Fuglsang · Groezdev · Guardini · Hryvko · Kamışev · Kangert · Landa · Loetsenko · López · Malacarne · Nibali · Qojatajev · Rosa · Sánchez · Scarponi · Taaramäe · Tiralongo · Tlewbajev · Vanotti · Westra · Zejts
Ahlstrand · Bagot · N.Bouhanni · R.Bouhanni · Božič · Chetout · Cousin · Edet · Hardy · Hofstetter · Jeannesson · Jõeäär · Laporte · Lemoine · Maté · Molard · Navarro · Perez · Rossetto · Sénéchal · Simon · Soupe · Turgis · Van Staeyen · Vanbilsen · Venturini · Godon (stagiair) · Le Turnier (stagiair)
Agnoli · Arashiro · Boaro · Bole · Bonifazio · Božič · Brajkovič · Cink · Colbrelli · Feng · García · Gasparotto · Grmay · Haussler · Insausti · Izagirre · Moreno · Navardauskas · A. Nibali · V. Nibali · Novak · Pellizotti · Per · Pibernik · Siwtsow · Visconti · Wang · Garosio (stagiair) · Padoen (stagiair) · Toniatti (stagiair)
Agnoli · Arashiro · Boaro · Bole · Bonifazio · Božič · Colbrelli · Feng · García · Gasparotto · Haussler · G. Izagirre · J. Izagirre · Koren · Mohorič · Navardauskas · A. Nibali · V. Nibali · Novak · Padoen · Pellizotti · Per · Pernsteiner · Pibernik · Pozzovivo · Siwtsow · Visconti · Wang